# The U-Men
The U-Men fue una banda estadounidense de post-punk proveniente de Seattle y considerada como una de las iniciadoras del grunge. Estuvo activa entre los años 1981 y 1989.

## Miembros de la banda
- John Bigley - voz
- Tom Price - guitarra
- Robin Buchan - bajo (1981–1982)
- Charlie Ryan - batería
- Jim Tillman - bajo (1982–1986)
- Tom Hazelmyer - bajo (1987)
- Tony Ransom - bajo (julio de 1987-1989)

## Discografía

### Álbumes
- Step on a Bug (Black Label Records, 1988)

### Singles/EP
- U-Men EP (Bombshelter Records, 1984)
- Stop Spinning EP (Homestead Records, 1985)
- "Solid Action" b/w "Dig It A Hole" (Black Label Records, 1987)
- "Freezebomb" b/w "That's Wild About Jack" (Amphetamine Reptile Records, 1988)
- "Sugar Daddy Live Series (Split with Melvins)" (Amphetamine Reptile Records, 2012)

### Recopilatorios
- Solid Action (Chuckie-Boy Records, 2000)

### Contribuciones a recopilatorios y a bandas sonoras
- "They" en el recopilatorio Deep Six (C/Z Records, 1986)
- "Shoot 'Em Down (live)" en el recopilatorio Woodshock '85 (El Jefe Records, 1986)
- "Gila" en el recopilatorio Sub Pop 100 (Sub Pop Records, 1986)
- "Bad Little Woman" en el recopilatorio Dope-Guns-'N-Fucking In The Streets, Vol. 1 (Amphetamine Reptile, 1988)
- "Bad Little Woman" en el recopilatorio Dope-Guns-'N-Fucking In The Streets, Vols. 1-3 (Amphetamine Reptile, 1989)
- "Dig It a Hole" en la banda sonora de Hype! (Sub Pop Records, 1996)

- Datos: Q668870
- Multimedia: The U-Men / Q668870